# Betly
Betly o La capanna svizzera (título original en italiano; en español, Betly o La cabaña suiza) es una ópera bufa en un acto con música y libreto de Gaetano Donizetti. Se estrenó el 24 de agosto de 1836 en el Teatro Nuovo de Nápoles, Italia.
El reparto estaba compuesto por Adelaide Tosi (Betly), Giuseppe Fioravanti (Max) y Lorenzo Salvi (Daniele). El compositor amplió la ópera y la llevó a dos actos el año posterior (1837). En las representaciones modernas no es raro que se prefiera la primera versión, en un acto, considerada más coherente y concisa.